# Unterspannungsauslöser
Unterspannungsauslöser sind elektromagnetische oder elektronische Baugruppen, die auf das Unterschreiten einer minimalen Versorgungsspannung reagieren. Sie werden eingesetzt, um elektrische Geräte, Maschinen und Anlagen beim wesentlichen Unterschreiten der Nennspannung abzuschalten, ihr selbständiges Wiederanlaufen außerhalb eingestellter Grenzen zu verhindern oder Geräte, Baugruppen und Antriebe vor einem Betrieb mit Unterspannung zu schützen.
Unterspannungsauslöser können z. B.
- in Schaltgeräten wie Motorschutzschalter, Leistungsschalter und Leitungsschutzschalter integriert
- als integrierte Schaltung in Elektronikbaugruppen implementiert oder
- als Einzelgeräte in Elektroverteilungen eingebaut sein.

Bei Absinken der Netzspannung unter einen Schwellwert wird zum Beispiel ein Kontakt betätigt. Nach Spannungsrückkehr muss dieser entweder durch manuelle Quittierung rückgesetzt werden oder schaltet selbsttätig zurück. Charakteristisch für die Kontaktrückstellung ist eine Hysterese. Dadurch wird Relaisflattern vermieden, oder es werden zum Beispiel Akkumulatoren getrennt, um eine Tiefentladung zu verhindern, ohne dass bei nun fehlender Last ständig wieder eingeschaltet wird.
Die Auslösespannung kann bei vielen Unterspannungsauslösern eingestellt werden.
Der Kontakt kann vielseitig genutzt werden, z. B. zur Schützbetätigung, zum Abschalten einer Selbsthalteschaltung oder zur Meldung in Prozessleitsysteme.